# Lauren Graham
Lauren Helen Graham (Honolulu (Hawaï), 16 maart 1967) is een Amerikaanse actrice.

## Carrière
Graham heeft onder andere een rol in Bad Santa gespeeld, als vriendin van het personage van Billy Bob Thornton. Verder heeft ze in Sweet November een bijrol gespeeld als de vriendin van Keanu Reeves' personage. Wellicht is zij het bekendst van haar rol als Lorelai Gilmore in de televisieserie Gilmore Girls, die liep van 2000 tot en met 2007. Vanaf 2010 speelde ze vijf jaar lang de rol van de alleenstaande moeder Sarah Braverman in de NBC-televisieserie Parenthood. In 2016 kwam een nieuwe vierdelige miniserie over de Gilmore Girls uit, getiteld A Year in the Life.

## Auteur
Graham schreef in 2013 haar debuutroman, Someday, Someday, Maybe: A Novel. Dit is een fictief boek dat haar ervaringen in de New Yorkse acteerscene in het midden van de jaren 1990 beschrijft. In mei 2013 verscheen het boek in de New York Times-lijst van bestsellers. Graham sloot een contract met Warner Bros. Television en het productiebedrijf van Ellen DeGeneres om haar boek te verfilmen.

## Persoonlijk leven
Graham had van 2010 tot 2021 een relatie met acteur Peter Krause, haar medespeler uit de tv-serie Parenthood. Ze heeft een appartement in Manhattan en een huis in Los Angeles.